# Олимпиада Республики
Олимпиада Республики — спортивное соревнование, проходившее в 1796, 1797 и 1798 годах в Париже. Этот проект был инициирован депутатом Шарлем-Жильбером Роммом с целью отпраздновать первые четыре года Первой Республики, но сам депутат не смог участвовать в эти праздненствах, так как был казнён на гильотине в июне 1795 из-за своего значения в Прериальском восстании.

## Первые издания игр
Во времена Директории, 22 сентября 1796 (1 Вандемьера V года Республики), в Париже прошли четыре спортивных соревнования, названные «Первая Олимпиада Республики» в дань античности. Более 300 000 зрителей присутствовали при испытаниях на Марсовом поле. Подобную толпу не видели с праздника Федерации в 1790. Испытаниям предшествовало нечто вроде спектакля, посвящённого миру и плодородию.
В 16 часов спортивные испытания начались. Программа открылась забегом с квалификацией: семь серий по 50 соперников, с прямым выходом в финал для победителей серий. Во время финала семерых, два бегуна оторвались очень рано: солдат со студентом. Пробежав до самого конца гонки плечом к плечу, бегуны пересекли финишную черту одновременно: студент Жан-Жозеф Косм и гренадер Вильмеро, вдвоём, были объявлены победителями.
После этого коронного испытания, программа продолжилась забегом лошадей, в котором победил гражданин Турье. Забег повозок в античном стиле стал третьим испытанием. Кольцевые гонки завершили программу. Требовалось проскакать шесть кругов по арене, установленной на возвышении Марсового поля. Гражданин Роже выиграл это испытание. На церемонии закрытия, чемпионов с триумфом провезли на античной повозке, запряжённой четвёркой лошадей (квадригой). Победителей приветствовали салютом и всенародным гулянием, которое продолжалось всю ночь.
Второе издание игр проходило 22 сентября 1797, без изменений программы по отношению к первому изданию.

## Внедрение методов измерения
22 сентября 1798, борьба, конные игры и забеги на различные дистанции были введены в программу Игр. Другая новинка этого издания Игр: использование метрической системы, впервые в спортивной области. Дополнительно (и также, в первый раз в области спорта) забеги были хронометрированы с помощью двух морских часов. И ещё новинка: дефиле атлетов, предшествующее испытаниям. Атлеты шествовали за табличками с названиями недавно завоёванных провинций Франции, ставших впоследствии дочерними республиками: Нидерландов, Швейцарии и Италии, соответственно.

## Известность
Парижская пресса с 1796 была заворожена днями спорта. «Монитор» от 2 Вандемьера писал так: «Можно сказать, что счастливая проба Греческих празднеств обещает на ближайшие несколько лет возвращение мира и народного процветания, значительную поддержку правительству, много славы участникам, и удовольствия, живые и интересные, для народа.» Газета даже начала получать письма, касающиеся этих Игр. Некий Эсприт-Поль де Лафон-Пулотти потребовал восстановления Олимпийских игр… Он дошёл даже до презентации проекта парижскому муниципалитету, который, правда, отверг идею. МОК почтил память этого провидца в 1924 году.
Также сообщалось о трёх подобных соревнованиях, прошедших в Анже, на которых были коронованы три чемпиона.